# Zagłębie Steelers
Zagłębie Steelers – polski zespół futbolu amerykańskiego z siedzibą w Będzinie, członek PZFA, występujący obecnie w Topliga.
Klub założony został 9 września 2007 przez Marcina Walaszczyka, Szymona Widerę, Mateusza Labochę i Michała Krzelowskiego. Członkiem Polskiego Związku Futbolu Amerykańskiego został 1 października 2007 roku. Występuje obecnie pod nazwą sponsora Zagłębie Steelers Interpromex.
Mecze drużyny odbywają się w Ośrodku Sportu i Rekreacji „Sarmacja” ul.Sportowa 4, Będzin.

## Podstawowe informacje
Liczba zawodników: 50
Liczba juniorów: 0
Barwy klubowe: Srebrno-Czarne, Srebrno-Czerwone
Stadion domowy: Ośrodek Sportu i Rekreacji „Sarmacja” Będzin, pojemność 10.000 miejsc (1.000 siedzących) / oświetlenie - brak / boisko - 104 m x 67 m
Zarząd:
- Szymon Widera - prezes
- Tomasz Strzelecki - manager
- Jason Blasko - trener koordynator formacji defensywnej
- Lonnie Hursey - trener koordynator formacji ofensywnej

## Dotychczasowe osiągnięcia
PLFA II 2008 – 3 miejsce w dywizji południowej (5 w bilansie końcowym)
PLFA II 2009 - 2 miejsce w dywizji południowej (2 w bilansie końcowym),awans do fazy Play-off, mistrzostwo PLFA II, awans od PLFA I
PLFA I - 2 Sezon w najwyższej klasie rozgrywkowej
| Wygrane w Ramach Rozgrywek | Przegrane w Ramach Rozgrywek | Wygrane Sparingi | Przegrane Sparingi | Zdobyte Punkty w Ramach Rozgrywek | Stracone Punkty w Ramach Rozgrywek |
| -------------------------- | ---------------------------- | ---------------- | ------------------ | --------------------------------- | ---------------------------------- |
| 18                         | 21                           | 2                | 2                  | 777                               | 745                                |

## Sezon po sezonie

### Sezon 2008
- Zagłębie Steelers vs. Torpedy Łódź 6:8 (mecz sparingowy) Będzin
- Zagłębie Steelers vs. Kraków Tigers (mecz sparingowy) Będzin
- 27.IV Zagłębie Steelers vs. 1. KFA Fireballs 13:30 (rozgrywki w ramach PLFA II) Będzin
- 17.V Zagłębie Steelers vs. Kraków Knights 9:39 (rozgrywki w ramach PLFA II) Będzin
- 7.VI Zagłębie Steelers vs. Torpedy Łódź 14:22 (rozgrywki w ramach PLFA II) Będzin
- 6.VII Kraków Knights vs. Zagłębie Steelers 26:20 (rozgrywki w ramach PLFA II) Kraków
- 24.VIII Warsaw Spartans vs. Zagłębie Steelers 13:43 (rozgrywki w ramach PLFA II) Warszawa
- 28.IX Torpedy Łódź vs. Zagłębie Steelers 20:32 (rozgrywki w ramach PLFA II) Łódź
- 8.XI Zagłębie Steelers vs. Gliwice Lions 44:6 (mecz sparingowy)

| Wygrane Ligowe | Przegrane Ligowe | Wygrane Sparingi | Przegrane Sparingi | Zdobyte Punkty | Stracone Punkty |
| -------------- | ---------------- | ---------------- | ------------------ | -------------- | --------------- |
| 2              | 4                | 1                | 2                  | 131            | 150             |

### Sezon 2009
- 14.III Zagłębie Steelers vs. Warsaw Eagels 24:7 (mecz sparingowy) Będzin
- 9.V Zabrze Warriors vs. Zagłębie Steelers 0:54 (rozgrywki w ramach PLFA II) Będzin mecz odbył się na obiekcie Steelers
- 6.VI Zagłębie Steelers vs. Kraków Knights 60:22 (rozgrywki w ramach PLFA II) Będzin
- 21.VI Gliwice Lions vs. Zagłębie Steelers 0:32 (rozgrywki w ramach PLFA II)Gliwice
- 11.VII Zagłębie Steelers vs. Bielawa Owls 28:15 (rozgrywki w ramach PLFA II) Wojkowice
- 15.VIII Zagłębie Steelers vs. Scyzory Kielce 82:6 (rozgrywki w ramach PLFA II) Będzin
- 29.VIII Kraków Tigers vs. Zagłębie Steelers 30:6 (rozgrywki w ramach PLFA II) Kraków
- 26.IX Zagłębie Steelers vs. Warsaw Spartans 27:7 (Runda dzikich kart PLFA II) Sławków
- 10.X Torpedy Łódź vs. Zagłębie Steelers 20:23 (Półfinał PLFA II) Łódź
- 25.X Kraków Tigers vs. Zagłębie Steelers 20:27 (Finał PLFA II) Kraków

| Wygrane Ligowe | Przegrane Ligowe | Wygrane Sparingi | Przegrane Sparingi | Zdobyte Punkty | Stracone Punkty |
| -------------- | ---------------- | ---------------- | ------------------ | -------------- | --------------- |
| 8              | 1                | 1                | 0                  | 339            | 120             |

### Sezon 2010
- 2.V Zagłębie Steelers vs. Kraków Tigers 26:16 (rozgrywki w ramach PLFA I)
- 8.V Silesia Miners vs. Zagłębie Steelers 42:6 (rozgrywki w ramach PLFA I)
- 23.V Zagłębie Steelers vs. Devils Wrocław 13:58 (rozgrywki w ramach PLFA I)
- 30.V Warsaw Eagels vs. Zagłębie Steelers 30:0 (rozgrywki w ramach PLFA I
- 12.VI Zagłębie Steelers vs. Kozły Poznań 21:44 (rozgrywki w ramach PLFA I
- 19.VI Pomorze Seahawk vs. Zagłębie Steelers 19:0 (rozgrywki w ramach PLFA I
- 4.VI The Crew vs. Zagłębie Steelers 38:6 (rozgrywki w ramach PLFA I)
- 17.IV Zagłębie Steelers vs. Husaria Szczecin - mecz nie został rozegrany Husaria wycofała się z rozgrywek w połowie sezonu (rozgrywki w ramach PLFA I)
- 9.X Zagłębie Steelers vs. 1.KFA Fireballs Wielkopolska 37:32 (Mecz barażowy o pozostanie w PLFA I)

| Wygrane Ligowe | Przegrane Ligowe | Wygrane Sparingi | Przegrane Sparingi | Zdobyte Punkty | Stracone Punkty |
| -------------- | ---------------- | ---------------- | ------------------ | -------------- | --------------- |
| 1              | 6                | 2                | 0                  | 72             | 247             |

### Sezon 2011
- 5.III Zagłębie Steelers vs. Gliwice Lions 12:0 (mecz sparingowy) (Kraków Knights odwołali sparing) Będzin
- 3.IV Bielawa Owls vs. Zagłębie Steelers 21:0 (rozgrywki w ramach PLFA I) Bielawa
- 9.IV Lowlanders Białystok vs. Zagłębie Steelers 0:7 (rozgrywki w ramach PLFA I) Białystok
- 17.IV Zagłębie Steelers vs. Kraków tigers 14:30 (rozgrywki w ramach PLFA I) Będzin
- 30.IV Devils Wrocław vs. Zagłębie Steelers 84:0 (rozgrywki w ramach PLFA I) Wrocław
- 7.V Zagłębie Steelers vs. Warsaw Eagels 6:62 (rozgrywki w ramach PLFA I) Będzin
- 21.V Kozły Poznań vs. Zagłębie Steelers 36:0 (rozgrywki w ramach PLFA I) Poznań
- 29.V Zagłębie Steelers vs. The Crew Wrocław 0:56 (rozgrywki w ramach PLFA I) Będzin
- 11.VI Zagłębie Steelers vs. Pomorze Seahawks 0:41 (rozgrywki w ramach PLFA I) Zawiercie
- 19.VI Silesia Miners vs. Zagłębie Steelers 27:0 (rozgrywki w ramach PLFA I) Katowice
- 1.X Zagłębie Steelers vs. Mustangs Płock 22 : 8 (Mecz barażowy o pozostanie w PLFA I) Będzin

| Wygrane Ligowe | Przegrane Ligowe | Wygrane Sparingi | Przegrane Sparingi | Zdobyte Punkty | Stracone Punkty |
| -------------- | ---------------- | ---------------- | ------------------ | -------------- | --------------- |
| 1              | 8                | 1                | 0                  | 27             | 357             |

### Sezon 2012
Drużyna nie została zaproszona do nowo powstałej Topligi, która to od sezonu 2012 będzie najwyższą klasą rozgrywkową w Polsce. Zespół występował w PLFA I Grupa Południowa
- III Zagłębie Steelers vs. Warsaw Werewolves 0:0 (mecz sparingowy)Będzin
- III Silvers Olkusz vs. Zagłębie Steelers 0:0 (mecz sparingowy)Olkusz
- 21.IV Zagłębie Steelers vs. Bielawa Owls 19:13 (rozgrywki w ramach PLFA I) Będzin
- 6.V Zagłębie Steelers vs. Kraków Knights 34:8 (rozgrywki w ramach PLFA I) Będzin
- 13.V Gliwice Lions vs. Zagłębie Steelers 14:13 (rozgrywki w ramach PLFA I) Gliwice
- 12.VI Kraków Knights vs. Zagłębie Steelers 0:34 (rozgrywki w ramach PLFA I) Kraków
- 23.VI Bielawa Owls vs. Zagłębie Steelers 12:28 (rozgrywki w ramach PLFA I) Gliwice
- 7.VII Zagłębie Steelers vs. Gliwice Lions 24:25 (rozgrywki w ramach PLFA I) Będzin
- 21.VII Warsaw Spartans vs. Zagłębie Steelers 17:0 (półfinał rozgrywek w ramach PLFA I) Warszawa

| Wygrane Ligowe | Przegrane Ligowe | Wygrane Sparingi | Przegrane Sparingi | Zdobyte Punkty | Stracone Punkty |
| -------------- | ---------------- | ---------------- | ------------------ | -------------- | --------------- |
| 4              | 2                | 0                | 0                  | 152            | 71              |

## Powołania do Reprezentacji
2008 U19 - Marcin Walaszczyk, Adam Mrozik, Konrad Starczewski, Bartosz Bednarczyk, Artur Neska
2009 U19 - Mariusz Ozimek, Konrad Starczewski, Radosław Rintz, Artur Neska, Mariusz Krawczyk
2013 - Marcel Kramarczyk, Jacek Sikora, Bartosz Bednarczyk